# خورخي غونزاليس (لاعب رماية)
خورخي غونزاليس (بالإسبانية: Jorge González)‏ هو لاعب رماية إسباني، ولد في 2 مايو 1957.

## وصلات خارجية
- خورخي غونزاليس على موقع أوليمبيديا (الإنجليزية)